# Evol
Evol é o quarto álbum de estúdio do cantor de hip hop estadunidense Future. Foi lançado em 6 de fevereiro de 2016, pelas editoras discográficas; A1 Records, Freebandz e Epic Records.

## Performance comercial
O álbum estreou na liderança da Billboard 200 com 134,000 unidades equivalentes comercializadas; e vendeu 100,000 copias na primeira semana. EVOL é o terceiro projeto de Future a liderar a Billboard 200 em um espaço de sete meses. Ate março de 2016, o álbum vendeu 125,000 copias no Estados Unidos.

## Faixas
| Edição padrão  |                                   |                                                      |         |  |
| N.º            | Título                            | Produtor(s)                                          | Duração |  |
| 1.             | "Ain't No Time"                   | Southside                                            | 3:22    |  |
| 2.             | "In Her Mouth"                    | Southside                                            | 3:12    |  |
| 3.             | "Maybach"                         | Metro Boomin Southside                               | 3:40    |  |
| 4.             | "Xanny Family"                    | Metro Boomin Southside                               | 3:05    |  |
| 5.             | "Lil Haiti Baby"                  | Ben Billion$ Schife Karbeen                          | 4:37    |  |
| 6.             | "Photo Copied"                    | Metro Boomin Southside                               | 2:52    |  |
| 7.             | "Seven Rings"                     | TM88 MP808                                           | 3:25    |  |
| 8.             | "Lie to Me"                       | DJ Spinz $K                                          | 3:32    |  |
| 9.             | "Program"                         | Southside                                            | 2:56    |  |
| 10.            | "Low Life" (featuring The Weeknd) | Metro Boomin Ben Billion$ The Weeknd [a] DaHeala [a] | 5:13    |  |
| 11.            | "Fly Shit Only"                   | DJ Spinz $K                                          | 3:32    |  |
| Duração total: | Duração total:                    | Duração total:                                       | 39:26   |  |

| Edição para Streaming |                |                        |         |  |
| N.º                   | Título         | Produtor(s)            | Duração |  |
| 12.                   | "Wicked"       | Metro Boomin Southside |         |  |
| Duração total:        | Duração total: | Duração total:         | 2:53    |  |

## Desempenho nas paradas
| Paradas (2016)                          | Melhor posição |
| --------------------------------------- | -------------- |
| Austrália (ARIA)                        | 31             |
| Bélgica (Ultratop Flandres)             | 96             |
| Bélgica (Ultratop Valônia)              | 146            |
| Canadá (Billboard)                      | 5              |
| Estados Unidos (Billboard 200)          | 1              |
| Estados Unidos (Top R&B/Hip Hop Albums) | 1              |
| França (SNEP)                           | 95             |
| Países Baixos (Dutch Charts)            | 82             |
| Reino Unido (Official Albums Chart)     | 34             |
| Reino Unido (UK R&B Albums Chart)       | 3              |

## Histórico de lançamento
| Region         | Format           | Date                   | Label             |
| -------------- | ---------------- | ---------------------- | ----------------- |
| Estados Unidos | Digital download | 6 de fevereiro de 2016 | A1 Freebandz Epic |
| Reino Unido    | Digital download | 6 de fevereiro de 2016 | A1 Freebandz Epic |